# 신스카테베리시

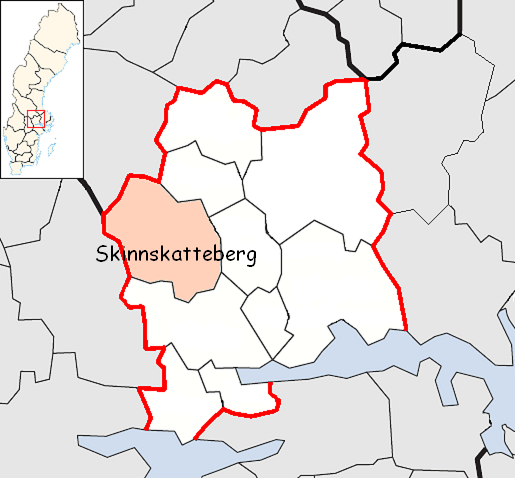
신스카테베리 시의 위치

신스카테베리시(스웨덴어: Skinnskattebergs kommun)는 스웨덴 베스트만란드주에 위치한 지방 자치체로 행정 중심지는 신스카테베리이며 면적은 718.18km2, 인구는 4,429명(2016년 12월 31일 기준), 인구 밀도는 6.2명/km2이다.

시 문장